# Proisotomurus lineatus
Proisotomurus lineatus är en urinsektsart. Proisotomurus lineatus ingår i släktet Proisotomurus och familjen Isotomidae. Utöver nominatformen finns också underarten P. l. violaceus.